# Escorial
Escorial (El Real Sitio de San Lorenzo de El Escorial) er et spansk kongeslot, kloster, museum og bibliotek, som findes ved byen San Lorenzo de El Escorial, 45 km nordvest for Madrid.
Komplekset blev fuldført i 1584.